# Dretulja
Dretulja je ponornica u Ogulinsko-plaščanskoj dolini, na granici Like i Gorskog kotara.
Dretulja glavninu svoje vode dobiva od ponornica Jaruge i Stajnice, koje teku na jugozapadnoj strani Male Kapele. U zaleđu izvora Dretulje nalaze se hidrološki izrazito propusne stijene koje lako propuštaju oborinske vode u podzemlje.
Voda na izvoru Dretulje je bistra, svježa i brzo protječe. Voda izbija na površinu pod pritiskom, tvoreći potok. Pored izvora je vodocrpilište za potrebe Plaškog i okolnog područja, a odmah do izvora je podignuta mala brana koja i stvara malo umjetno jezero, za potrebe negdašnjeg mlina i pilane. Devastirani mlin je i danas tu, no pilana je posve nestala. Izvor Dretulje je bio dovoljnog kapaciteta za rad cijelog postrojenja pilane i mlina, čak i za ljetnih mjeseci kad bi intenzitet izvorišta opadao. Osim ovog izvora, koji je na topografskim kartama označen toponimom Vrelo Dretulje, još je nekoliko reokrenih izvora različitog intenziteta koji oblikuju glavnu maticu rijeke. Oko 500 metara dalje nalazi se još jedan manji izvor, koji u izuzetno sušnom razdoblju presahne. Dretulja ovdje teče postojano, bez brzaka, osim na izvorišnom dijelu iza brane.
U prvom dijelu rijeka teče prostranim livadama, tvoreći u okolnom području brojna vlažna staništa – tršćake i cretove. Obale rijeke obrasle su trskom, a dno je pješčano. U mjestu Plaški, Dretulja protječe ispod mosta (cesta D42) na ulazu u grad i ovdje prima značajnu pritoku, rječicu Vrnjiku. Od ovog mjesta je tok rijeke dijelom potpuno prepriječen gustim vrbama. Nakon 7 km površinskog toka Dretulja ponire u jugoistočnom kraju Plaščanske zaravni u nekoliko zasebnih ponora u blizini zaseoka Jakšići, nakon 10 km toka, te poslije 7 km ponovno izvire kao jedan od izvora rijeke Mrežnice (Primišljanske ili Istočne Mrežnice) kod Zbjega i Suvače, dok drugi dio predstavlja jaki izvor potoka Rudnice kod sela Kamenice.
U sklopu projekta “Promocija i zaštita biološke raznolikosti rijeke Dretulje“, 2007. godine postavljene su poučne table i klupe, a nastojalo se senzibilizirati stanovništvo za povratak tradicionalnoj košnji i ispaši.

## Galerija
- Rijeka Dretulja zapadno od mosta u Plaškom.
- Rijeka Dretulja istočno od mosta u Plaškom.
- Dretulja dolazi s desne strane, ona je ovdje pregrađena branom zbog opskrbe ribogojilišta vodom. Rub na sredini slike je preljev preko kojeg se uzima voda.
- U pozadini s lijeve strane iza metalne ograde je ribogojilište s pet usporednih bazena, za čiju je opskrbu vodom Dretulja zaustavljena branom. S desne strane višak vode prelijeva se preko preljeva u niži tok.

## Vanjske poveznice
|  | Zajednički poslužitelj ima još gradiva o temi Dretulja |